# Arco di Adriano (Atene)

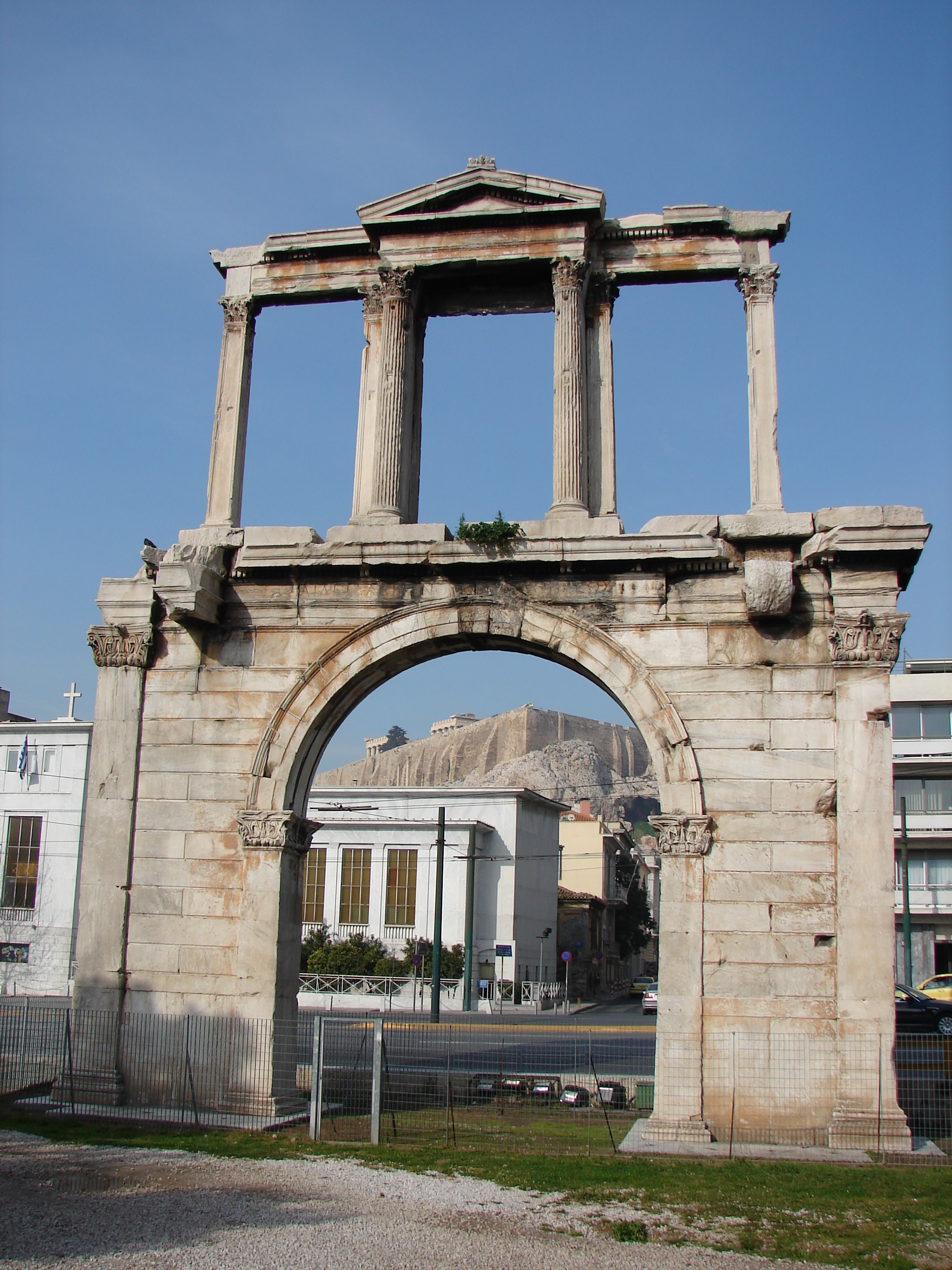
Arco di Adriano ad Atene, con l'Acropoli sullo sfondo

L'arco di Adriano è un arco monumentale simile, per alcuni aspetti, ad un arco trionfale romano. Si trova su un'antica via che collega il centro di Atene, in Grecia, al complesso di strutture poste sul lato orientale della città, tra cui il Tempio di Zeus Olimpio.
È stato ipotizzato che l'arco sia stato costruito per celebrare l'adventus (arrivo) dell'imperatore romano Adriano, e per rendergli onore per quello che aveva fatto per la città, in occasione dell'inaugurazione del vicino tempio nel 131 o nel 132. Non è certo chi commissionò la costruzione dell'arco, anche se furono probabilmente i cittadini di Atene o un altro gruppo greco. Sull'arco si trovano due iscrizioni, poste in direzioni opposte, che citano Teseo e Adriano come fondatori di Atene. Mentre è chiaro che l'iscrizione renda onore ad Adriano, non si sa se il riferimento alla città sia da intendere nella sua interezza o ad una sola parte, quella nuova. L'ipotesi originaria, ovvero che l'arco segnasse il limite dell'antica cerchia di mura, e quindi la divisione tra città vecchia e nuova, è stata dimostrata falsa grazie ad ulteriori scavi. L'arco si trova 325 metri a sud-est dell'Acropoli di Atene.

## Costruzione e progetto

### Materiali e progetto

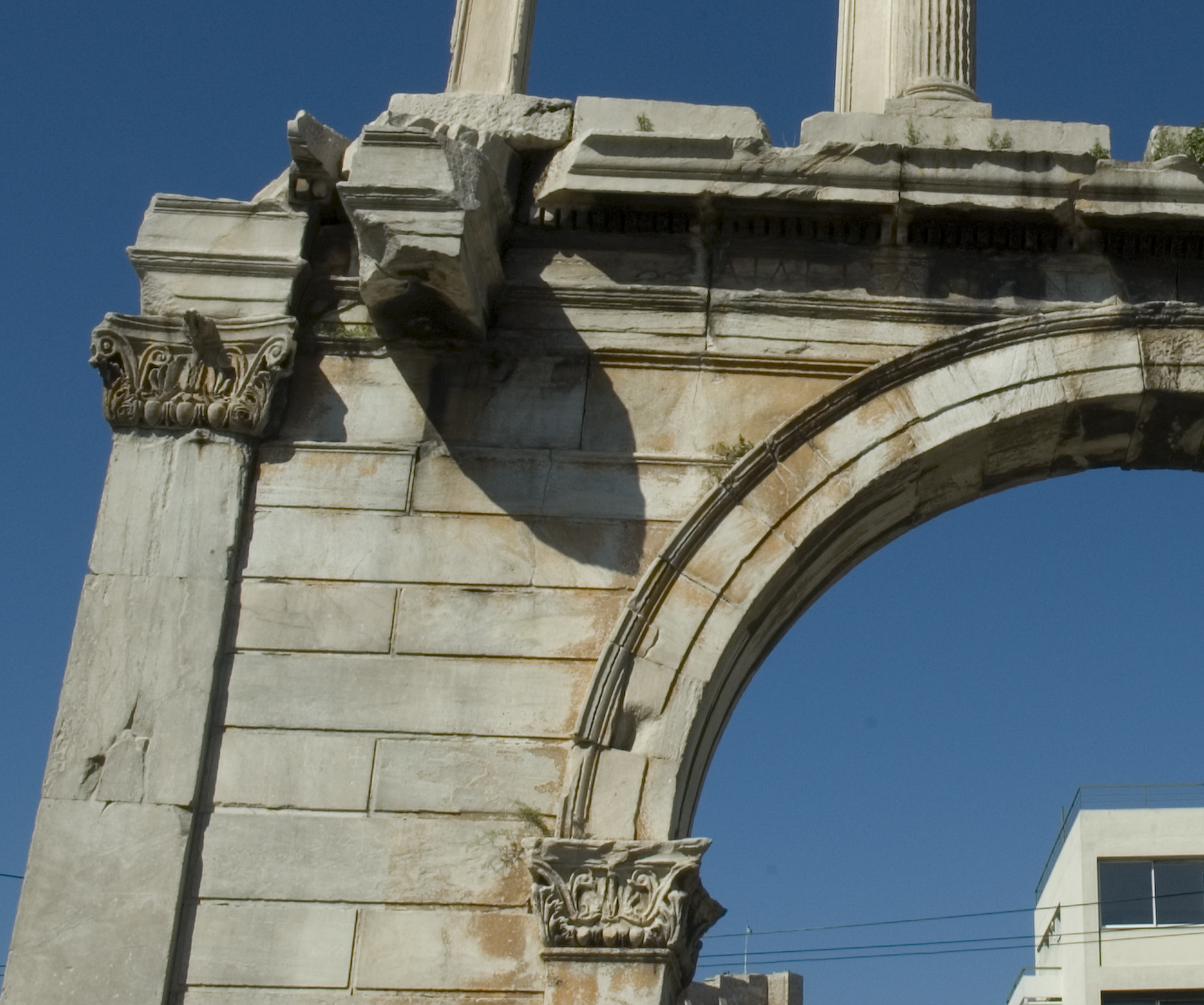
Dettagli del livello inferiore

L'intero monumento è fatto di marmo pentelico,  del monte Pentelikon, 18,2 km a nord-est dell'arco. Il marmo pentelico è quello utilizzato anche per il Partenone e per altre famose strutture di Atene, anche se la sua qualità è molto variabile. Il marmo utilizzato per l'arco è di qualità inferiore a quello usato per altre strutture. L'arco fu costruito senza cemento e malta, usando solo blocchi di marmo e perni per unire le pietre. È alto 18 metri, largo 13,5 e profondo 2,3. Il suo aspetto è completamente simmetrico lungo la direzione davanti-dietro, e sinistra-destra.
Il passaggio dell'arco al livello inferiore è largo 6,5 metri ed è sostenuto da piedritti lisci con capitelli del tipo definito "a sofà". Agli spigoli la muratura in blocchi, in opera isodoma, ai lati del fornice era inquadrata da pilastri lisci più alti e appena sporgenti, sempre con capitelli a sofà, che sostengono una trabeazione ionica liscia.  La trabeazione sporge leggermente sugli spigoli, accompagnando la leggera sporgenza dei pilastri angolari e sporge inoltre al centro della muratura che affianca il fornice: il fornice era in origine affiancato da due colonne corinzie su alto piedistallo.

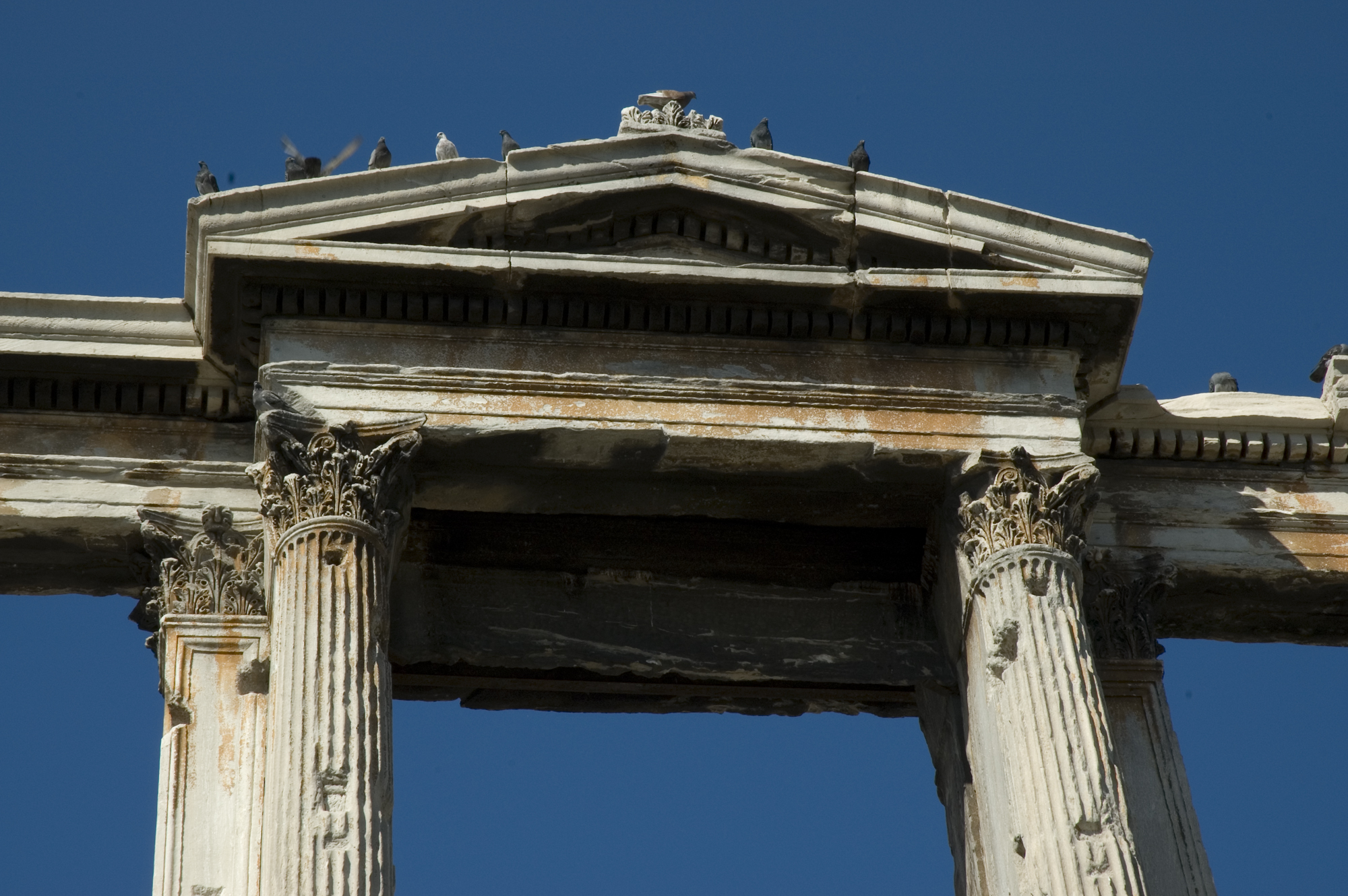
Elemento centrale in rilievo del livello superiore

Il livello superiore dell'arco presenta tre aperture architravate, suddivise da quattro pilastri lisci più piccoli di quelli del piano inferiore. L'apertura centrale è inquadrata da un'edicola sporgente con colonne dai fusti scanalati, sormontata da un piccolo frontone. Capitelli di pilastri e colonne sono di ordine corinzio. La trabeazione è ionica liscia come quella dell'ordine inferiore. Al culmine del frontone vi è un piccolo acroterio vegetale. L'apertura centrale del livello superiore era originariamente chiusa da un sottile schermo di pietra spesso circa 7 centimetri. Il progetto dell'edicola centrale e della nicchia del livello superiore è simile alla struttura del scaenae frons (facciata della scena teatrale).

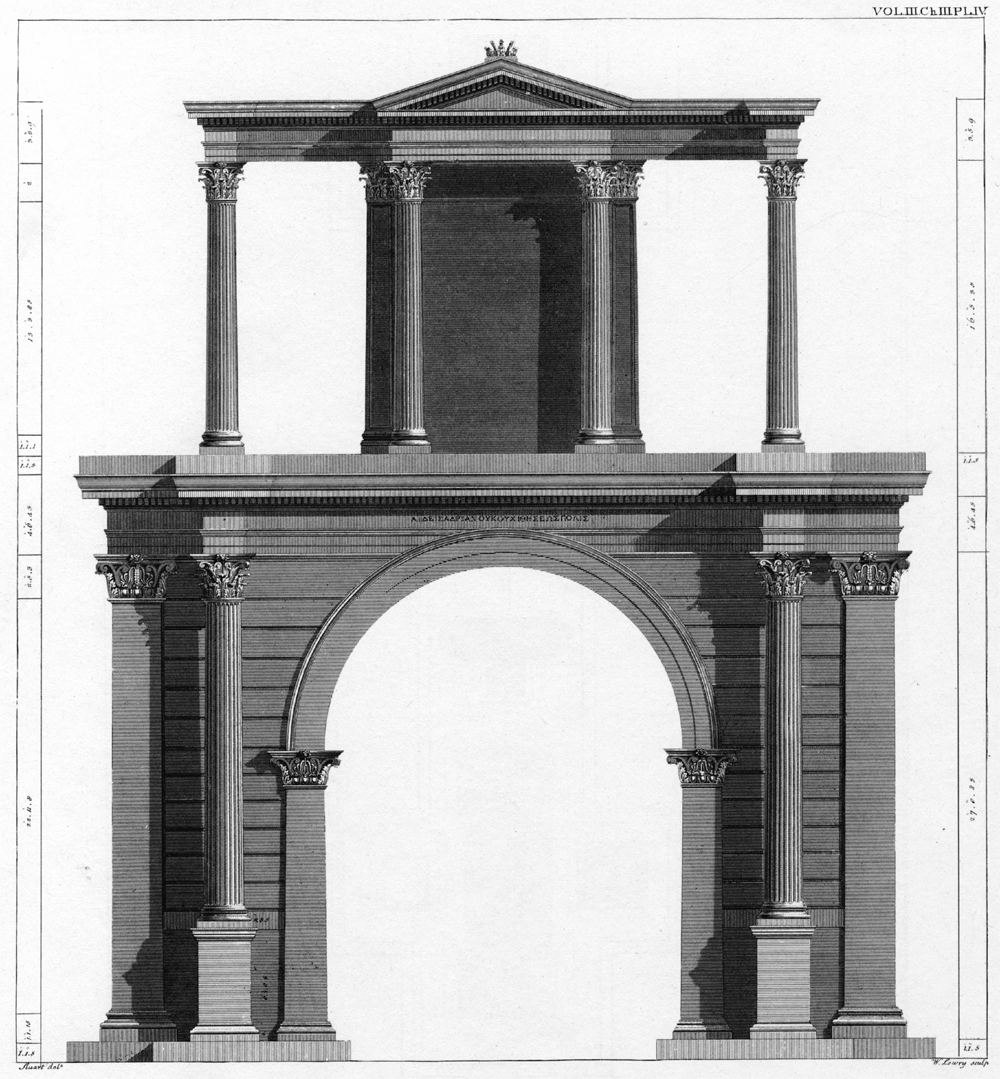
Restauro dei disegni del lato sud-orientale dell'arco (Stuart e Revett)

Un veloce paragone di questo arco con i molti archi trionfali romani - ad esempio l'arco di Traiano a Benevento o l'arco di Costantino a Roma - mette in mostra le differenze tra le due strutture. Il livello inferiore si presenta come un arco a singolo fornice, ma non è sormontato da un attico con rilievi e iscrizioni e sormontato da un ciclo statuario, come gli archi a Roma, bensì dall'edicola. Come fa notare Willers, il progetto dell'arco di Adriano ha un livello superiore molto raffinato che non avrebbe permesso l'aggiunta di decorazioni pesanti come statue.

### Sculture decorative
È stato ipotizzato che vi fossero statue poste sul livello superiore, nelle aperture laterali o nella nicchia del livello superiore, come era solito in questo genere di architetture. Teseo e Adriano sono i probabili candidati ad essersi visti dedicare una tale statua, a giudicare dalle iscrizioni. Ward-Perkins ha proposto l'idea che la parte superiore ospitasse numerose statue, poste sopra le colonne corinzie del livello inferiore. In netta opposizione a questa proposta, Willers afferma che non ci sono prove di questo genere di installazione sul piano superiore della trabeazione, e che lo spazio disponibile è troppo poco per permettere di porvi statue. Willers ipotizza che lo schermo dell'apertura centrale potesse contenere un dipinto decorativo, o semplicemente che non sarebbe mai stato completato il programma decorativo dell'arco. Nonostante Willers abbia effettuato ottimi studi sul livello inferiore dell'arco, non gli fu concesso di poter studiare anche il livello superiore, per cui le sue ipotesi sulla parte superiore sono basate puramente su disegni e misurazioni precedenti. Un'analisi completa del monumento, forse anche con limitati scavi delle sue fondamenta come suggerito da Willers, è ancora da svolgere.

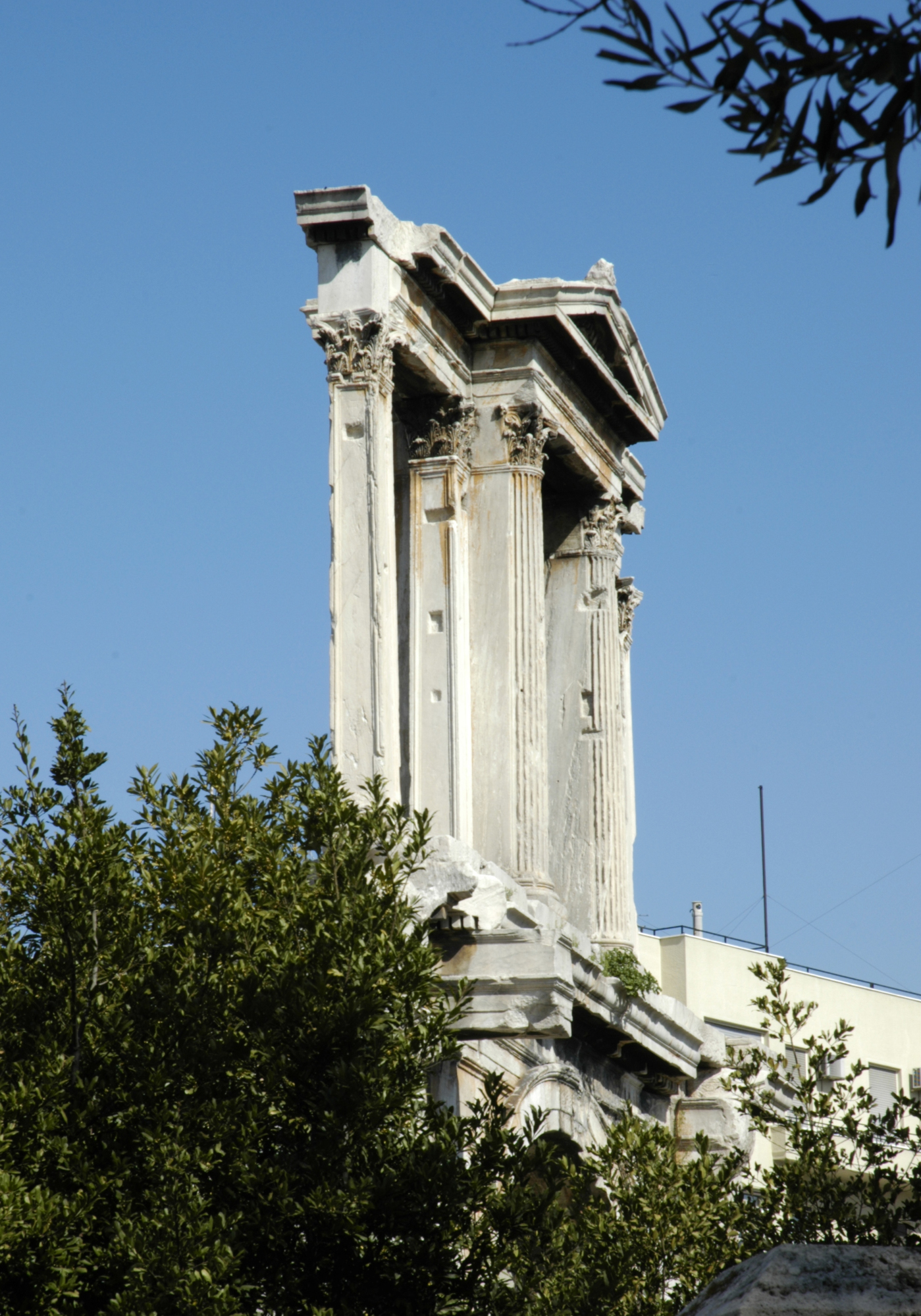
Vista di tre quarti del livello superiore

### Iscrizioni e posizione
Due iscrizioni sono incise sulla parte centrale del fregio dell'ordine inferiore, in corrispondenza dell'apertura centrale. Sul lato nord-occidentale (verso l'acropoli), l'iscrizione recita: 
- ΑΙΔ' ΕIΣΙΝ ΑΘΗΝΑΙ ΘΗΣΕΩΣ Η ΠΡΙΝ ΠΟΛΙΣ (questa è Atene, l'antica città di Teseo).

L'iscrizione sul lato sud-orientale (verso l'Olympeion) dice: 
- ΑΙΔ' ΕIΣΙΝ ΑΔΡΙΑΝΟΥ ΚΟΥΧI ΘΗΣΕΩΣ ΠΟΛΙΣ (questa è la città di Adriano, e non di Teseo).[4]

Un antico scolio (nota a margine) su un manoscritto di Aristide dice che l'imperatore Adriano, quando espanse le mura cittadine (di Atene), scrisse sul confine della vecchia e della nuova Atene la doppia iscrizione presente anche sull'arco, ma non testuale. Basandosi su una lettura combinata delle iscrizioni sull'arco e sullo scholium, fu inizialmente ipotizzato che l'arco si trovasse sulla linea dell'antico muro di Temistocle, e che segnasse la divisione tra la vecchia città di Teseo e quella nuova di Adriano.

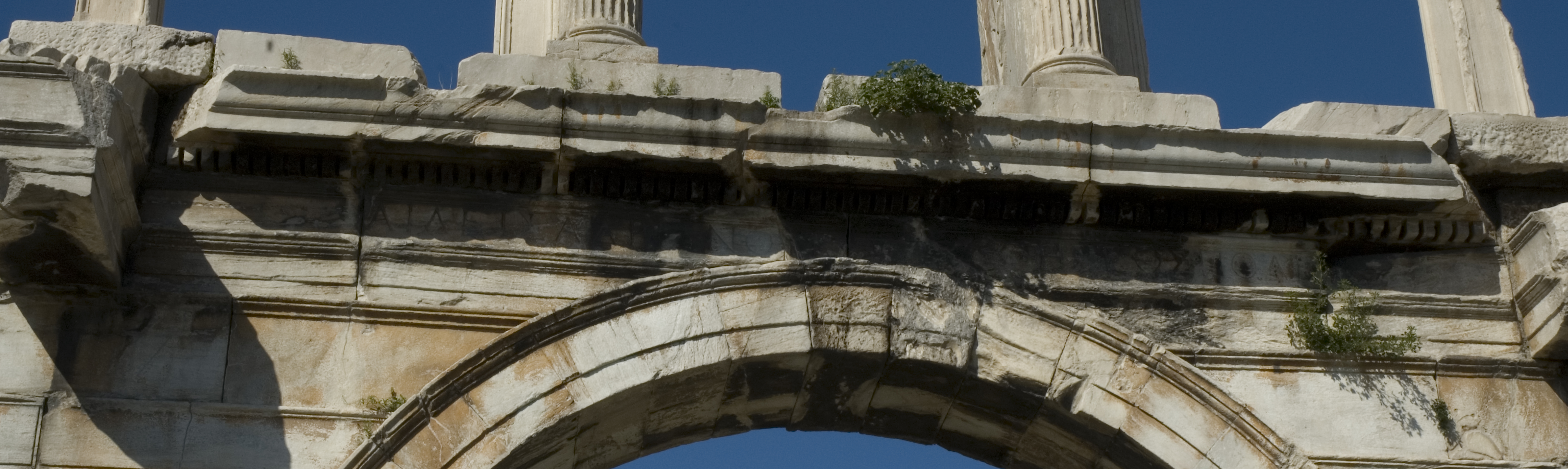
L'iscrizione sulla facciata sud-orientale

Secondo questa ipotesi, la seconda iscrizione farebbe riferimento ad una nuova sezione urbana sul lato orientale di Atene, creata da Adriano e, per convenienza, questa zona fu chiamata Adrianopoli negli studi successivi. Si pensa che questa nuova zona romana della città sia stata aggiunta alla città greca durante il periodo della pax romana (pace romana).
Adams ha ipotizzato che, piuttosto che dividere Atene nella vecchia città di Teseo ed in quella nuova di Adriano (Adrianopoli), le iscrizioni assegnassero ad Adriano una rifondazione dell'intera città. Secondo questa idea, le iscrizioni andrebbero lette come: Questa è Atene, una volta la città di Teseo; questa è la città di Adriano, e non di Teseo.
Secondo la prima ipotesi verrebbe legata ad Adriano solo una parte della città, mentre nel secondo caso parliamo della città intera. Adams ha anche messo in discussione l'idea che l'arco fosse sul confine delle mura di Temistocle, e questa sua ipotesi è ora largamente accettata. Una porta delle mura di Temistocle è stata scavata circa 140 metri ad est dell'arco, il che chiude la questione. Stuart e Revett, che fecero il primo (ed unico completo) studio architettonico dell'arco nel 1751-1753, erano perplessi per il fatto che l'arco non fosse allineato con il tempio di Zeus, nonostante che si trovi a soli 20 metri dal peribolos (muro di recinzione) di quella struttura. Gli scavi intervenuti nel frattempo hanno mostrato che l'arco è allineato ad un'antica strada che aveva circa lo stesso percorso dell'odierna via di Lisicrate. L'arco fronteggia il monumento coragico di Lisicrate, posto 207 metri a nord-ovest lungo la stessa strada.

### Conservazione

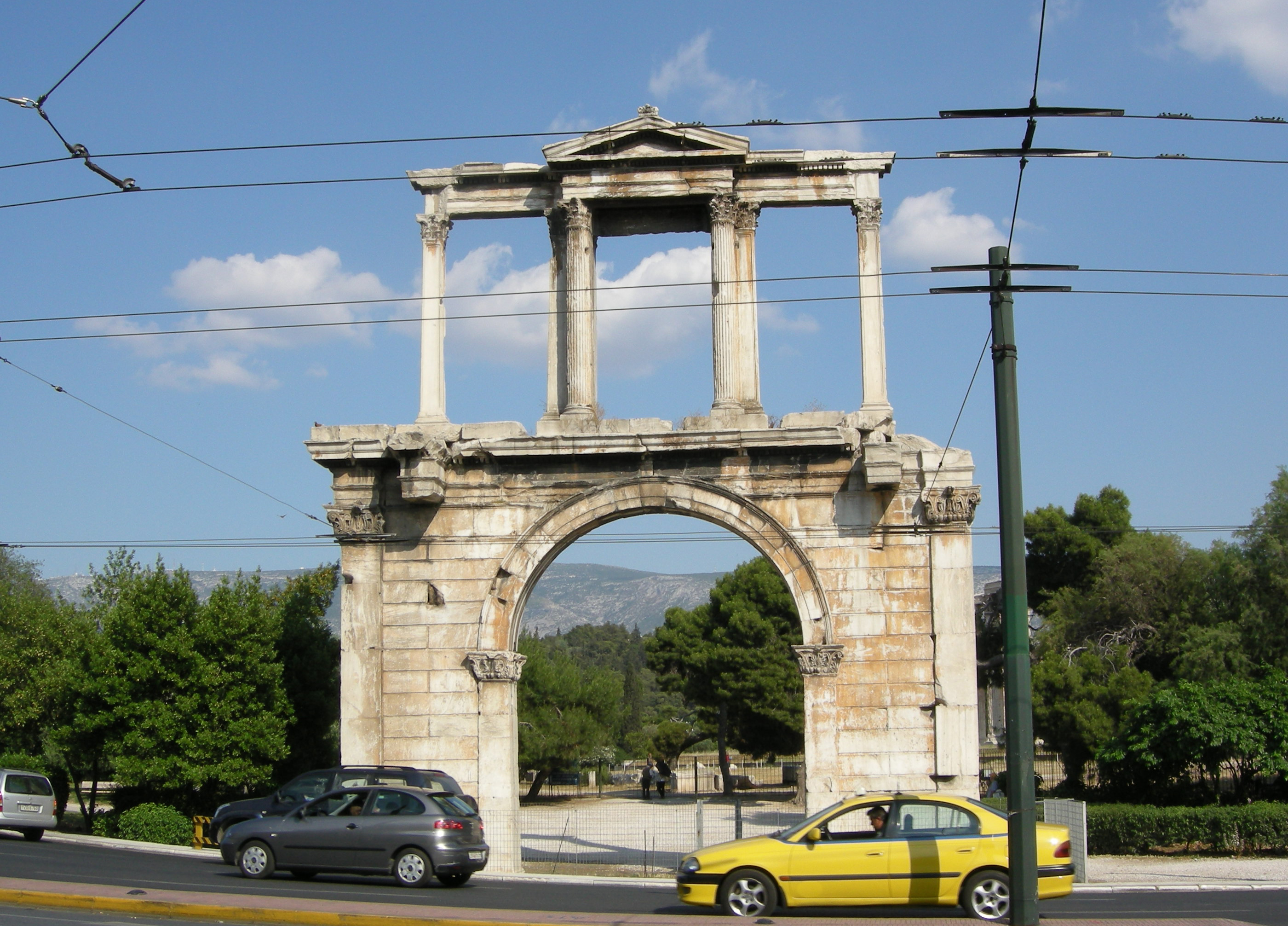
L'arco di Adriano e l'Olympeion

Nel momento in cui fu analizzato architettonicamente da Stuart e Revett, a metà del XVIII secolo, la base dell'arco era sepolta nella terra per un solo metro. Considerando che non è mai stato protetto dalla sepoltura nei suoi circa 19 secoli di vita, l'arco è giunto a noi in condizioni straordinarie. Nonostante manchino le colonne del livello inferiore, l'arco si è conservato in tutta la sua altezza, e domina l'attuale via Amalia. Nei recenti decenni l'inquinamento atmosferico ha danneggiato il monumento. Si nota uno scolorimento della pietra ed un danneggiamento delle iscrizioni.

## Proprietà
La costruzione dell'arco è stata attribuita al governo ateniese o ai Panellenici, una neonata associazione di tutte le città greche, con base ad Atene. I primi studi dimostrarono che gli ateniesi erano responsabili della sua costruzione, per il fatto che il materiale di costruzione era di qualità inferiore a quello usato da Adriano per altre strutture ad Atene, e per l'assunto che un imperatore che amava così tanto una città non sarebbe stato tanto arrogante da porvi un'iscrizione su una sua struttura. Due archi della stessa dimensione e stile sono stati costruiti presso il santuario di Demetra e Kore a Eleusi, più tardi nel II secolo, e sono stati dedicati ad un imperatore (forse Marco Aurelio) dai Panellenici. Questi archi affiancavano il propileo nel santuario e si trovavano alla fine della strada per Megara e presso un porto. L'arco sudorientale ha un'iscrizione che recita: 
- ΤΟΙΝ ΘΕΟΙΝ ΚΑΙ ΤΩΙ ΑΥΤΟΚ[Ρ]ΑΤΟΡΙ ΟΙ ΠΑΝΕ[ΛΛΗ]ΝΕΣ (alle due dee ed all'imperatore, i Panellenici).

L'utilizzo dello stesso progetto per onorare due imperatori nello spazio di pochi decenni e a pochi chilometri ha portato a credere che i Panellenici fossero responsabili della costruzione di entrambi gli archi.